# Рогат скорец
Рогат скорец (Creatophora cinerea) е африканска птица от семейство Скорецови единствен представител на род Creatophora. Тя е всеяден вид обитаващ откритите пространства и редки гори на Източна Африка. Разпространен е и на островите Мадагаскар, Сейшели и полуостров Арабия. Наблюдава се тенденция за разширяване на ареала в Западна Африка.